# Велики Извор
Велики Извор или в по-старата литература Голям Извор (на сръбски: Велики Извор или Veliki Izvor) е село в Сърбия, община Зайчар. В 2002 година селото има 2684 жители, от които 2629 сърби.

## География
Селото е разположено на 5 километра североизточно от центъра на Зайчар, на десния бряг на река Тимок.

## История
Селото е основано в края на XVIII или началото на XIX век от преселници от тетевенското село Голям извор, като и до днес местният диалект е силно повлиян от централния балкански говор, контрастирайки с околните преходни и северозападни говори.
През 1876 година край селото се води една от големите битки в Сръбско-турската война.
При избухването на Балканската война в 1912 година един човек от Велики Извор е доброволец в Македоно-одринското опълчение.

## Личности
Родени във Велики извор
- Никола Пашич (1845 – 1926), политик
- Иван Тодоров (1875 – ?), македоно-одрински опълченец, 3 рота на 12 лозенградска дружина[4]